# Diego Mariño
Diego Mariño Villar (Vigo, 9 maggio 1990) è un calciatore spagnolo, portiere dell'Albacete.

## Palmarès

### Nazionale
- Campionato d'Europa Under-21: 2

2011, 2013